# Franz Lorenz (Schriftsteller, 1803)
Franz Lorenz (* 4. April 1803 in Stein an der Donau bei Krems; † 8. April 1883 in Wiener Neustadt) war ein österreichischer Arzt und Schriftsteller.

## Leben
Lorenz besuchte von 1815 bis 1822 das Piaristengymnasium Krems und studierte ab 1822 an der Universität Wien Philologie, Kunstgeschichte und Medizin. Nach seiner 1831 erfolgten Promotion zum Dr. med. war er als Arzt in verschiedenen Orten Niederösterreichs tätig und unternahm Mitte der 1840er Jahre eine Reise durch Süd- und Westeuropa. 1847 ließ er sich in Wiener Neustadt nieder. 
Er besaß umfangreiche Kenntnisse über Literatur, Musik, Geologie und Topographie seiner engeren Heimat und veranstaltete natur- und kunsthistorische Wanderungen sowie Hausmusikabende. 
Sein anonym erschienenes Buch In Sachen Mozart’s (1851) regte den drei Jahre älteren Ludwig von Köchel, der ebenfalls aus Stein an der Donau stammt, zu seinem Mozart-Werkverzeichnis an. Daneben sammelte Lorenz Erinnerungen an Beethovens letzten Landaufenthalt in Gneixendorf bei Krems.
In Stein wurde die Dr.-Franz-Lorenz-Gasse ⊙ nach ihm benannt.

## Werke
- Politische Eintagsfliegen aus Oesterreich, Salzburg: Mayr 1859, 2. Aufl. 1881
- In Sachen Mozart’s, Wien: Sollinger 1851 (Digitalisat) (Digitalisat)
- Beethoven in Gneixendorf, in: Deutsche Musikzeitung, Jg. 3, Nr. 10 vom 8. März 1862, S. 77–79 (Digitalisat)
- Ueber Mozart's Messen, in: Deutsche Musikzeitung, Jg. 3, Nr. 34 vom 25. August 1862, S. 265–268 (Digitalisat)
- Josef Haydn und seine fürstlichen Mäcene, in: Deutsche Musikzeitung, Jg. 3, Nr. 45 vom 8. November 1862, S. 353–356 (Digitalisat)
- W. A. Mozart als Clavier-Componist, Breslau: Leuckart 1866 (Digitalisat)
- Haydn, Mozart und Beethoven’s Kirchenmusik und ihre katholischen und protestantischen Gegner, Breslau: Leuckart 1866 (Digitalisat)
- Botanischer Wegweiser in Wr.-Neustadt’s Umgebungen, Wien: Braumüller 1879
- Geologischer Wegweiser in Wr.-Neustadts Umgebungen, 1880